# Bu’ejne Nudżejdat
Bu’ejne Nudżejdat (hebr. בועיינה-נוג'ידאת; arab. بعينة-نجيدات; ang. Bu'eine Nujeidat) – samorząd lokalny położony w Dystrykcie Północnym, w Izraelu.
Niewielka arabsko-beduińska miejscowość, o której walorach decyduje atrakcyjne położenie w uroczym zakątku Dolnej Galilei.

## Położenie
Miasteczko Bu’ejne Nudżejdat jest położone na zboczach masywu górskiego Har Turan w Dolnej Galilei, na północy Izraela. W jego otoczeniu znajdują się miejscowości Kefar Maneda, Arraba, Ajlabun i Turan, kibuce Jachad i Bet Rimmon, moszaw Jodfat, wioski komunalne Awtaljon, Hararit i Micpe Netofa, oraz arabska wioska Uzajr.
Bu’ejne Nudżejdat jest położone w Poddystrykcie Jezreel, w Dystrykcie Północnym Izraela.

## Środowisko naturalne
Miejscowość leży na wysokości od 180 do 360 metrów n.p.m. na północnych stokach masywu górskiego Har Turan (548 m n.p.m.), w południowo-wschodnim krańcu Doliny Bejt Netofa W Dolnej Galilei. Zbocza góry Har Turan są porośnięte lasem Tir'an. W odległości około 2,5 km na północy, po drugiej stronie doliny, wznoszą się Har Jatwat (do 500 m n.p.m.). Dno doliny jest całkowicie płaskie i leży na wysokości około 150 metrów n.p.m. Do doliny spływają strumienie i potoki z okolicznych wzgórz, dzięki czemu jest ona wypełniona żyznymi osadami. W przeszłości stanowiła teren bagnisty, regularnie zalewany podczas pory deszczowej. Przez środek doliny przebiega kanał wodociągowy Mekorot, który doprowadza wodę z jeziora Tyberiadzkiego do położonego w zachodniej części doliny niewielkiego zbiornika retencyjnego Eszkol. Otwarty kanał ma długość 17 km, szerokość wynosi 19,4 metra, szerokość dna 12 m i głębokość 2,6 m.

## Historia
Pierwotnie w miejscu tym istniały dwie odrębne arabskie wioski Bu'ejne i Nudżejdat. Pierwsza z nich (Bu'ejne) według lokalnej tradycji wywodzi się od starożytnego miasta Beit Anat (hebr. בית ענת). Było ono wymieniane w starożytnych tekstach ugaryckich. W XIX wieku wioskę odwiedził francuski podróżnik Victor Guérin, który opisał ją następującymi słowami: 
„Na szczycie wzgórza, na którym była położona wioska, znajdował się mały meczet, zorientowany z zachodu na wschód, przeciwnie do kierunku wznoszenia domów przez muzułmanów. Być może został on wzniesiony na podstawie wcześniejszego kościoła chrześcijańskiego (...) Liczba mieszkańców nie przekracza obecnie 150 osób”.
Natomiast wioska Nudżejdat została utworzona na przełomie XII i XIII wieku przez arabskich żołnierzy Saladyna. Później osiedliło się tutaj beduińskie plemię al-Nudżejdat pochodzące z regionu Nadżd w Arabii Saudyjskiej. Obie wioski istniały obok siebie i na przestrzeni wieków powoli się rozwijały. Pod koniec I wojny światowej w 1918 roku cała Palestyna przeszła pod panowanie Brytyjczyków, którzy w 1922 roku formalnie utworzyli Brytyjski Mandat Palestyny. W poszukiwaniu skutecznego rozwiązania narastającego konfliktu izraelsko-arabskiego w dniu 29 listopada 1947 roku została przyjęta Rezolucja Zgromadzenia Ogólnego ONZ nr 181. Zakładała ona między innymi, że tutejsze wioski Bu'ejne i Nudżejdat miały znaleźć się w granicach nowo utworzonego państwa żydowskiego. Arabowie odrzucili tę Rezolucję i dzień później doprowadzili do wybuchu wojny domowej w Mandacie Palestyny. W trakcie jej trwania okolice wiosek zajęły siły Arabskiej Armii Wyzwoleńczej, które paraliżowały żydowską komunikację w rejonie. Dopiero podczas I wojny izraelsko-arabskiej w październiku 1948 roku wojska izraelskie przeprowadziły operację „Hiram”, w trakcie której zajęły obie wioski. W odróżnieniu od wielu innych arabskich osad w Galilei, ich mieszkańcy nie zostali wysiedleni. Dzięki temu zachowały one swój arabski charakter. Stopniowo rozrastały się, i w 1980 roku Bu'ejne otrzymała status samorządu lokalnego. Następnie, w 1987 roku dołączono do niej sąsiednią wioskę Nudżejdat. Równocześnie zmieniono nazwę miejscowości na Bu’ejne Nudżejdat. W kolejnych latach nastąpiła gwałtowna rozbudowa miasteczka, które z dwóch odrębnych wiosek utworzyło jednolity obszar zabudowany.

## Demografia
Według danych Izraelskiego Centrum Danych Statystycznych w 2011 roku w Bu’ejne Nudżejdat żyło ponad 8 tys. mieszkańców, z czego 99,9% stanowili Arabowie muzułmanie (reszta to inne narodowości). Jest to niewielkie miasteczko, którego populacja charakteryzuje się niewielkim, lecz stałym wzrostem liczebności. Według danych z 2011 roku przyrost naturalny w porównaniu do poprzedniego roku wyniósł 2,1%. W roku tym urodziło się 187 dzieci, a zmarły 172 osoby (odnotowano 2 zgony niemowląt). Według danych za 2010 rok liczba zatrudnionych pracowników wynosiła 2493, a liczba osób pracujących na własny rachunek wynosiła 167. Średnie miesięczne wynagrodzenie w 2010 roku wynosiło 4369 ILS (średnia krajowa 7522 ILS). Zasiłki dla bezrobotnych pobierały 53 osoby, w tym 35 mężczyzn (średni wiek: 38 lat). Świadczenia emerytalne oraz rentowe pobierało 251 osób, a zapomogi społeczne 1190 osoby.
| Wiek (w latach) | Procent populacji w % |
| --------------- | --------------------- |
| 0 – 4           | 11,3                  |
| 5 – 9           | 12,5                  |
| 10 – 14         | 12,6                  |
| 15 – 19         | 10,5                  |
| 20 – 29         | 17,7                  |
| 30 – 44         | 20,5                  |
| 45 – 59         | 10,4                  |
| 60 – 64         | 1,4                   |
| 65 –            | 3,1                   |

Źródło danych: Central Bureau of Statistics.

## Gospodarka

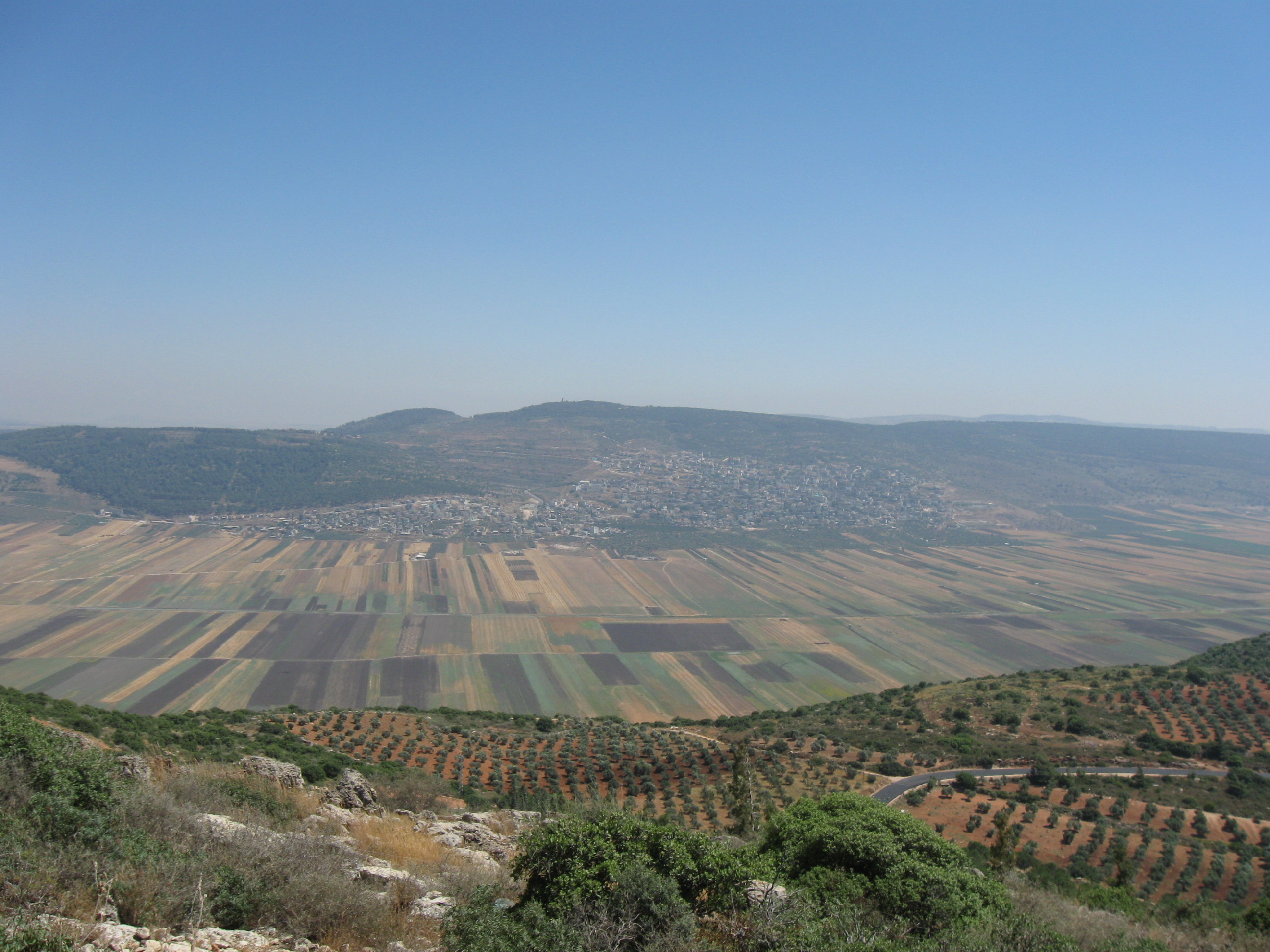
Widok na Bu’ejne Nudżejdat

Lokalna gospodarka opiera się głównie na handlu i rzemiośle. Część mieszkańców dojeżdża do pracy w pobliskich strefach przemysłowych. Niewielka strefa przemysłowa znajduje się na wschód od miasteczka.

## Infrastruktura
Miejscowość nie posiada własnego szpitala, jest tu tylko przychodnia zdrowia. Najbliższe to Centrum Medyczne Baruch Pade w Tyberiadzie.

## Transport
Miejscowość jest położona na zupełnym uboczu, w oddaleniu od głównych arterii komunikacyjnych Dolnej Galilei. Z miejscowości wyjeżdża się na wschód drogą nr 785, którą dojeżdża się do drogi nr 65. Jadąc nią na północ dojeżdża się do miejscowości Ajlabun, lub jadąc na południe do skrzyżowania z drogą prowadzącą na zachód do wioski Micpe Netofa. Jadąc dalej drogą nr 65 na południe dojeżdża się do skrzyżowania z drogą ekspresową nr 77. Lokalna droga prowadzi na południowy zachód do wioski Uzajr. Głównym środkiem transportu publicznego są lokalne autobusy linii Kavim. Przez cały dzień autobusy regularnie odjeżdżają do Tyberiady.
W 2011 roku w miejscowości było zarejestrowanych 2107 pojazdów silnikowych, w tym 1594 samochodów osobowych (średnia wieku samochodów prywatnych wynosiła 10 lat). W 2011 roku doszło tutaj do 2 wypadków samochodowych.

## Architektura
Miejscowość składa się z dwóch osiedli mieszkaniowych (Bu'ejne i Nudżejdat), które nie posiadają zintegrowanej infrastruktury, która umożliwiałaby korzystanie z budynków publicznych i usług komunalnych. Zabudowa powstała chaotycznie i składa się z niewielkich jednorodzinnych domów.

## Edukacja
Zgodnie z danymi Izraelskiego Centrum Danych Statystycznych w Bu’ejne Nudżejdat mieści się 5 przedszkoli oraz 4 szkoły podstawowe. W 2011 roku w 96 klasach szkolnych uczyło się prawie 2,5 tys. uczniów, w tym prawie 1,4 tys. w szkołach podstawowych. Średnia liczba uczniów w klasie wynosiła 24. Jest tu także szkoła edukacji specjalnej al-Rahma oraz centrum terapeutyczne i edukacji specjalnej.

## Sport i rekreacja
Miejscowość posiada własne boisko do piłki nożnej. Również przy szkołach są położone sale gimnastyczne oraz mniejsze boiska sportowe.

## Wojsko
Na wschód od miejscowości znajdują się baza wojskowa Netafim oraz baza wojskowa Ajlabun.